# Marquisat de Bodonitza
Le marquisat de Bodonitza est une petite seigneurie franque établie au détriment de l’Empire byzantin dans l’actuelle Grèce au début du XIIIe siècle à la suite de la quatrième croisade.

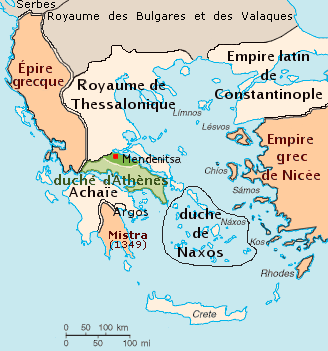
En vert foncé, le marquisat de Bodonitza au sein du duché d'Athènes.

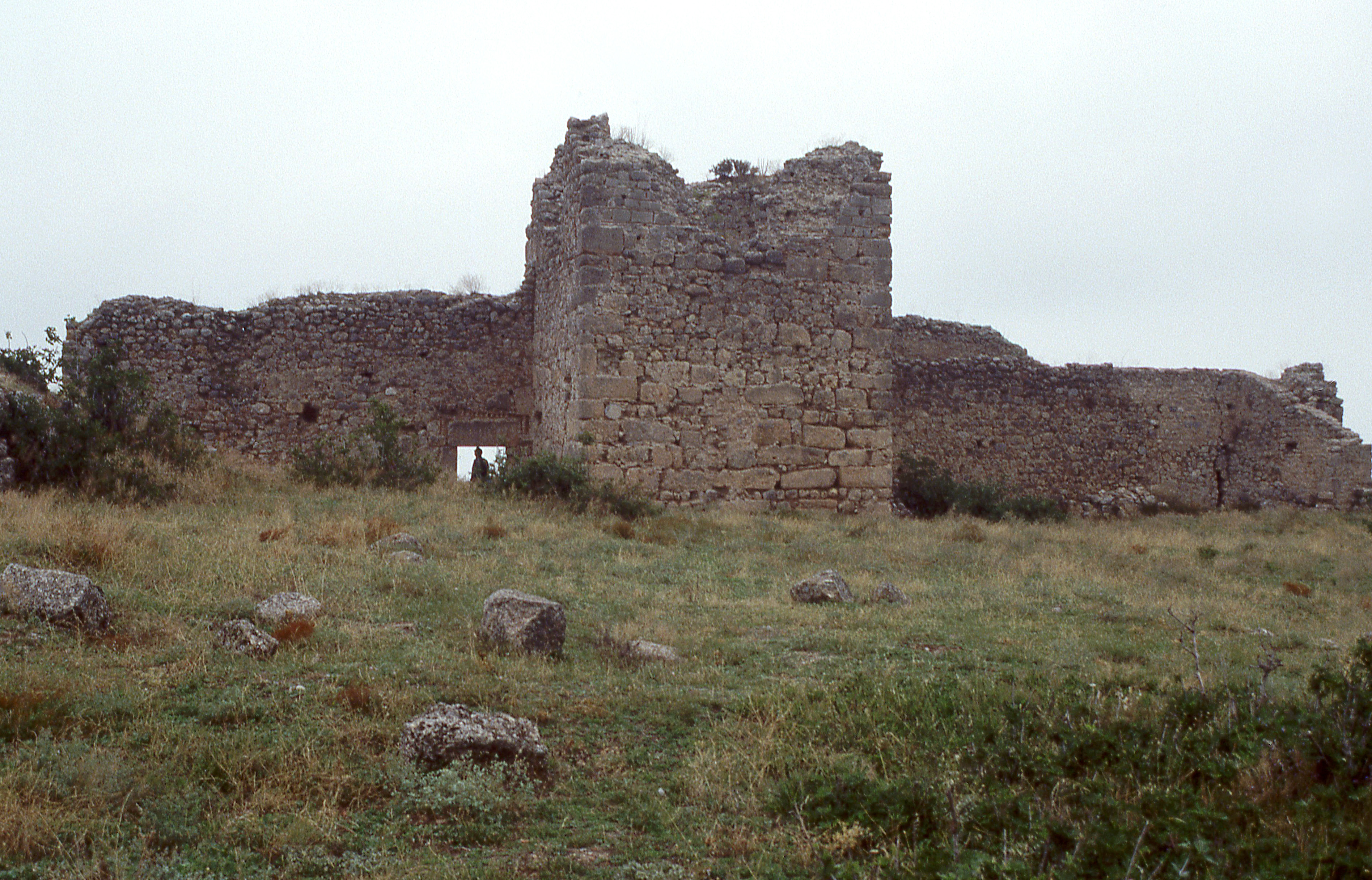
Ruines de la forteresse franque de Mendenítsa.

## Histoire
La région de Bodonitza, aujourd’hui Mendenítsa en Phthiotide, a été conquise par Boniface de Montferrat, roi de Thessalonique en 1204. Elle est donnée au marquis Guy Pallavicini, descendant d’une puissante famille d’Italie du Nord. L’une des fonctions du marquisat était d’assurer la garde du défilé des Thermopyles. Le marquis Guy résista aux assauts de Théodore Ange, le despote grec d’Épire, qui vint à bout du royaume de Thessalonique en 1224. C’est probablement en raison de la résistance acharnée des marquis Pallavicini que les Grecs byzantins ne purent pas reconquérir les États latins du sud de la Grèce (Athènes, Achaïe et Salona). 
Au gré des alliances, les marquis de Bodonitza se reconnurent vassaux du prince d’Achaïe ou des ducs francs d'Athènes, mais leur fidélité resta sujette à caution. Bien qu’il fût pillé à de nombreuses reprises par les Almogavres qui s’étaient emparés d’Athènes, le petit marquisat fut l’un des rares fiefs francs à résister à la conquête catalane des années 1310-1320 et à l’établissement du duché de Néopatrie. Les marquis d’origine italienne dirigèrent Bodonitza jusqu’à sa chute aux mains des Turcs en 1414.

## Marquis de Bodonitza
- 1204 - 1237 Guy Pallavicini (en)
- 1237 - 1278 Ubertino Pallavicini (en), fils du précédent
- 1278 - 1286 Isabella Pallavicini (en), sœur du précédent
- 1286 - ???? Thomas Pallavicini (en), petit-neveu de Guy
- ???? - 1311 Albert Pallavicini (en), fils du précédent
  - 1311 - vers 1322 Maria dalle Carceri, sa femme
  - 1312 - vers 1322 Andrea Cornaro, second époux de la précédente
- 1311 - 1358 Guglielma Pallavicini, fille d'Albert
  - 1327 - 1334 Bartolomeo Zaccaria (en), son premier mari
  - 1335 - 1345 Nicolò Ier Zorzi (en), son second mari
- 1345 - 1388 Francesco Zorzi (en)
- 1388 - 1410 Giacomo Zorzi (en)
- 1410 - 1411 Nicolò II Zorzi (en)
- 1411 - 1414 Nicolò III Zorzi (en)